# Arzu Aliyeva
Arzu Aliyeva (em azeri:  Arzu İlham qızı Əliyeva, nascida em 23 de janeiro de 1987) é uma diretora e produtora cinematográfica e figura pública azerbaijana. É a filha mais nova do presidente do Azerbaijão, Ilham Aliyev.

## Carreira
Em 2008, Arzu Aliyeva participou da filmagem de um videoclipe promocional sobre o Azerbaijão. Este videoclipe foi exibido na CNN e na Euronews. Produziu os documentários "Objective: Baku. Hitler's War On Oil” (2015) e "Son Iclas" (2018). Dirigiu "Eternal Mission” (original: “Abadi ezamiyyat”, 2016). Aliyeva é coproprietária do Silk Way Bank, um banco da holding SW Holding, de propriedade de vários serviços da companhia aérea estatal AZAL durante a privatização. Ela trabalha para a Fundação Heydar Aliyev, que leva o nome de seu avô e é dirigida por sua mãe, Mehriban Aliyeva.
Em novembro de 2021, Arzu Aliyeva recebeu o prêmio de "Contribuição para a Cultura do Mundo Turco" no Festival de Cinema Korkut Ata em Istambul.

## Acusações
Aliyeva e sua família possuem uma riqueza substancial escondida em elaboradas redes de empresas offshore. Ela e sua irmã Leyla Aliyeva são donas da Azerfon, uma das maiores operadoras móveis do Azerbaijão por meio de três empresas offshore panamenhas. As empresas offshore de propriedade das irmãs também receberam direitos de mineração no valor de bilhões de dólares do governo do Azerbaijão. Também possuem a PASHA Holding, um conglomerado que tem estado envolvido em corrupção de alto nível.